# Famille Mazourine

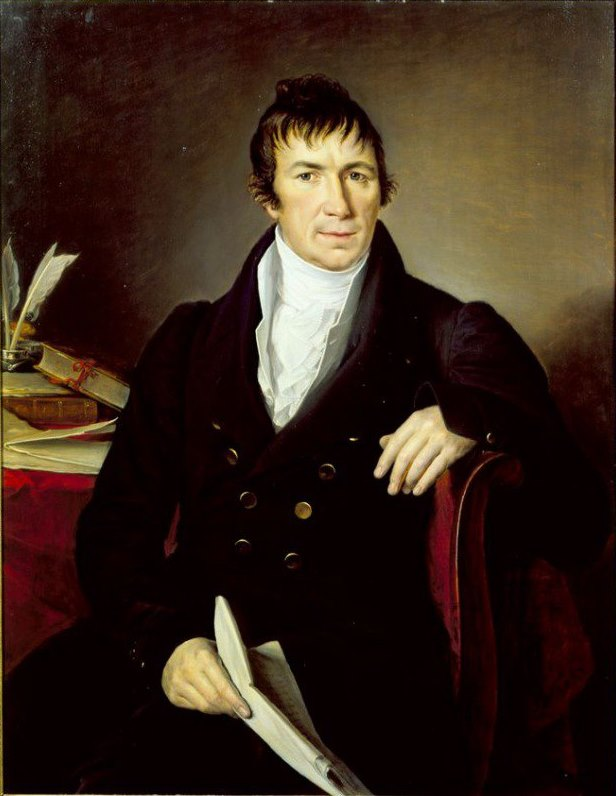
Portrait d'Alexeï Alexeïevitch Mazourine par Tropinine.

La famille Mazourine (Мазурины) est une dynastie de marchands et d'entrepreneurs de l'Empire russe. Presque toute leur activité industrielle s'est déroulée à Moscou et à Saint-Pétersbourg. Certains membres de cette famille ont été photographes, bibliophiles et éleveurs de chevaux.

## Histoire

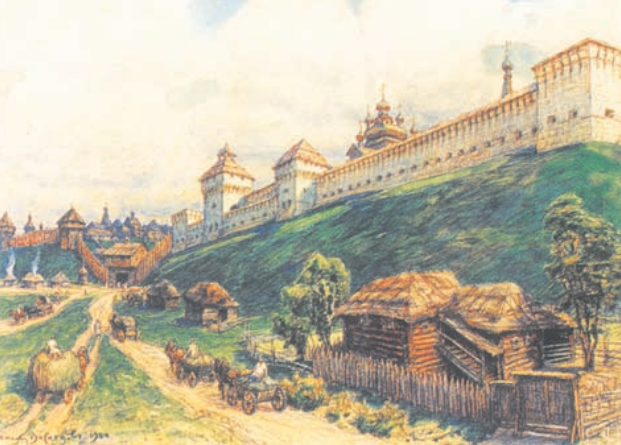
Serpoukhov.

La première mention officielle des Mazourine remonte au XVIIIe siècle. La ville de Serpoukhov était étroitement associée à ce patronyme, à l'époque très attractif pour les entrepreneurs et les activités marchandes. Cette ville faisait partie du gouvernement de Moscou ; il a produit divers biens qui étaient très demandés dans l'Empire russe depuis le règne de Pierre le Grand. Vers le XIXe siècle, la production de cotonnades se développe activement, mais en plus de cela, des manufactures de cuir, de soie, de briques et de malt sont construites. Parmi ces entrepreneurs, il y avait les Mazourine.
Dans un document spécial intitulé Liste des fabricants et éleveurs de l'Empire russe en 1832, le marchand Vassili Mazourine est mentionné comme propriétaire de l'usine de Serpoukhovo.
À la fin du XVIIIe siècle, les frères Alexeï, Semion et Ivan Mazourine déménagent à Moscou où ils s'installent à Zamoskvoretchié, quartier très marchand en pleine expansion. Les Mazourine s'habituent rapidement à la vie moscovite, de sorte que toute l'histoire de la dynastie au XIXe siècle se déroule exclusivement dans cette ville.
Les Mazourine accumulent de l'argent en vendant diverses marchandises et en étant commerçants. Ayant reçu un capital suffisant, ils l'investissent dans la fondation de leur première manufacture. En 1843, Sergueï Alexeïevitch Mazourine (1802-1850) ouvre une manufacture de papier dans le village de Réoutovo (et dans une partie de l'actuel district d'Ivanovskoïe) du gouvernement de Moscou. Il investit de fortes sommes, améliore techniquement l'usine, grâce à quoi elle entre dans la liste des huit meilleures entreprises du genre; mais il doit faire face à une forte concurrence.
Après sa mort, l'entreprise revient à son fils, Mitrophane qui modernise et accroît la production, construit de nouveaux bâtiments et des logements pour ses ouvriers. Le torf des marais sert de combustible. Au début du XIXe siècle, il n'y avait que treize maisons à Réoutovo et à la fin du siècle, près de trois mille habitants. Mitrophane fait construire un dispensaire et une école primaire. La qualité des produits ne fait que s'améliorer au fil du temps, et l'entreprise reçoit deux médailles d'or et cinq médailles d'argent, décernées à des expositions nationales et étrangères.
Chaque membre de la dynastie avait son propre passe-temps, ainsi Fiodor Fiodorovitch Mazourine (1845-1898) était un fin bibliophile, et collectionnait des manuscrits et des livres anciens qu'il conservait dans son manoir. Après sa mort, sa sœur et héritière fait don de sa collection aux archives du ministère des Affaires étrangères. Aujourd'hui, elle se trouve dans les archives d'État des actes anciens.
Mitrophane Sergueïevitch Mazourine aimait particulièrement l'élevage de chevaux et il avait près d'une centaine de coupes de concours dans son bureau.
Alexeï Sergueïevitch Mazourine était un photographe connu. Ses travaux sont montrés dans des expositions en Russie et à l'étranger, ainsi que dans les journaux. C'est l'un des fondateurs de la Société de photographie de Russie,.
Constantin Mitrophanovitch Mazourine (1866-1927), fils de Mitrophane Sergueïevitch et de la ballerine italienne Laura Guerra, étudie à l'université impériale de Moscou. Il compose des vers après ses études et publie un recueil intitulé Les Strophes de Nirouzam, ressemblant à de la poésie orientale. Plus tard, il s'intéresse à la musique et s'essaye au chant; après la mort de sa femme en couches, il reprend ses études, entrant à la faculté de médecine, et devient gynécologue.
Certains membres donnent la préférences à leurs intérêts personnels plutôt qu'à l'usine de Réoutov et vendent en 1905 leurs actions.
Les Mazourine se lient par mariage à d'autres dynastie entrepreneuriales. Ainsi, Sergueï Mazourine épouse Élisabeth Vladimirovna Tretiakova, sœur de l'entrepreneur Tretiakov, d'une dynastie de marchands originaires de Taroussa. leur fille Élisabeth se marie avec un Tretiakov d'une autre branche, Sergueï Mikhaïlovitch; et sa sœur Sophie épouse Dmitri Petrovitch Botkine. La fille de Constantin Mitrophanovitch Mazourine, Tatiana, se marie avec un membre de la puissante famille des Riabouchinski, Fiodor Pavlovitch.
Nikolaï Mazourine demande avant sa mort d'être enterré à Moscou.
Après la Révolution, les Mazourine émigrent.

### Saint-Pétersbourg
Certains membres de la dynastie ont préféré la capitale de l'Empire russe, où ils ont fondé leur entreprise. Il en est ainsi de Nikolaï Alexeïevitch. Il est également né à Moscou, mais a grandi un peu et a déménagé à Saint-Pétersbourg. Son frère et lui y ont ouvert une affaire sous le nom de « fils d'Alexeï Mazourine » et ont reçu le titre de citoyen honoraire héréditaire.
Nikolaï Mazourine est entré dans l'histoire en tant que philanthrope et personnage public. Cependant, toutes ses activités caritatives étaient dirigées vers Moscou. Il a fait don d'argent à l'Académie pratique des sciences commerciales de Moscou, a créé le concept et a construit une maison de charité pour eux. Mazourine, et après sa mort, une partie de son argent a été dirigée vers la construction de la maison Mazourine d'appartements gratuits.

## Photographies

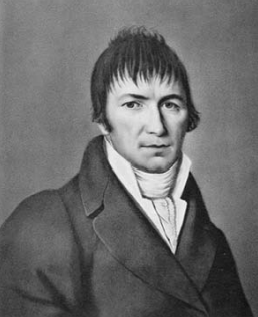
Alexeï Mazourine.
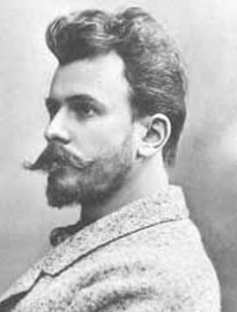
Constantin Mitrofanovitch Mazourine.
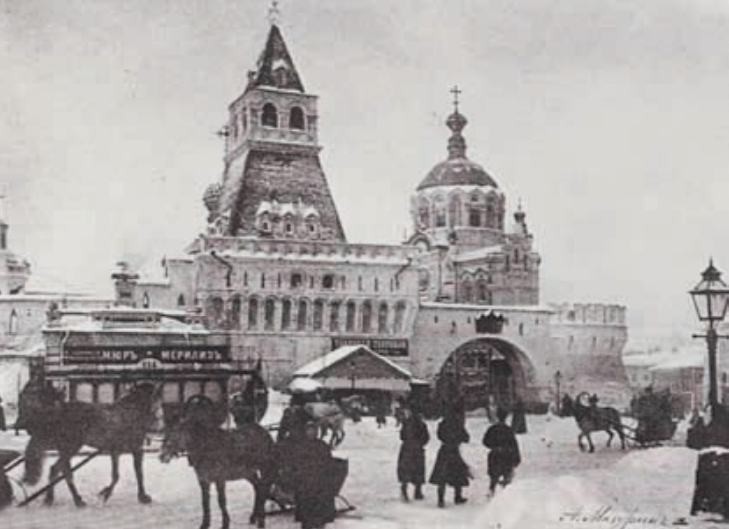
Photographie d'Alexeï Sergueïevitch Mazourine, la rue Obchtchstvennaïa.

## Pour approfondir